# Ludwig von Fabini
Ludwig Hermann von Fabini (n. 6 iulie 1861, Mediaș – d. 11 decembrie 1937, Timișoara) a fost ofițer sas, unul din generalii armatei austro-ungare din Primul Război Mondial. 
În 1914 a luptat pe frontul rusesc, iar în 1915 pe frontul italian.
În perioada 1916-1918 a îndeplinit funcția de comandant al Corpului VI Armată în campania acestuia din România, având gradul de general-locotenent.

## Familia și studiile
Fabini a fost fiul profesorului gimnazial Johann Fabini (1825–1899) și al Josefei Fabini (1832–1901), născută Auner, fiica primarului orașului Mediaș. Tatăl său, Johann Fabini, a devenit ulterior paroh la Biserica fortificată din Brateiu.
Ludwig Hermann Fabini a fost elev la Liceul Evanghelic din Mediaș (în prezent Liceul Stephan Ludwig Roth), după care s-a înscris la Școala de Cadeți de la Praga.

## Onoruri
În 1898 Ludwig Hermann Fabini a fost declarat cetățean de onoare al orașului Mediaș. La 20 octombrie 1912 împăratul Franz Josef I al Austriei l-a înnobilat.
În 2006 titlul de cetățean de onoare i-a fost reconfirmat post-mortem de Consiliul Local Mediaș.

## Scrieri
- Die Feuertaufe des Eisernen Korps: Der erste Tag der Schlacht von Złoczów am 26. August 1914 in: Militärwissenschaftliche Mitteilungen, Heft September/Oktober 1930.
- Monte Priaforà. Ein Ruhmesblatt der Tiroler Kaiserjäger aus der Maioffensive 1916 in: Militärwissenschaftliche Mitteilungen, Heft November/Dezember 1931.
- Die Kämpfe um die Hochfläche von Bainsizza in der 10. Isonzoschlacht vom 12. bis 30. Mai 1917 in: Militärwissenschaftliche Mitteilungen, Heft Mai 1933.
- Tiroler Kaiserjäger 1914/15 am San in: Militärwissenschaftliche Mitteilungen, Heft Dezember 1934.